# 塔里木乡 (沙雅县)
塔里木乡，是中华人民共和国新疆维吾尔自治区阿克苏地区沙雅县下辖的一个乡镇级行政单位。

## 行政区划
塔里木乡下辖以下地区：
克里也特村、央塔克巴什村、墩阔坦村、其格格热木村、仓塔木村、拜什托格拉克村和库木库勒村。